# Liste der Museen in Namibia
Dies ist eine Liste der Museen in Namibia. Staatliche Museen sind Teil der Managementgruppe der nationalen Erbe Namibias (englisch Heritage Management Group). Private und staatliche Museen können Mitglied der Museums Association of Namibia werden.

## Liste der Museen
Die Museen sind alphabetisch nach Ort sortiert.

Die mit * gekennzeichneten Museen sind Mitglied der Museums Association of Namibia.

### Staatliche Museen
| Museum                                                                                | Gründung | Gebäude | Ort                       | Fachgebiet                            | Bild |
| ------------------------------------------------------------------------------------- | --- | --- | ------------------------- | ------------------------------------- | ---- |
| Namibia-Maritimmuseum* Namibia Maritime Museum                                        | Eröffnung im September 2024 (ursprünglich für Mitte 2019 geplant) ersetzt die bisherige Privatsammlung „Lüderitz Maritim“ | Altes Kraftwerk (Lüderitz Waterfront)                                                                               | Lüderitz                  | Seefahrt                              |      |
| Militärmuseum Military Museum                                                         | 2004 erbaut, bisher nicht eröffnet                                                                                        | | Okahandja                 | Militärgeschichte                     |      |
| König-Mandume-Museum King Mandume Museum                                              | seit 2013 geplant | | Omhedi                    | Leben von Mandume yaNdemufayo         |      |
| Uukwaluudhi Museum                                                                    | | | Uukwaluudhi               | Geschichte                            |      |
| Helvi Mpingana Kondombolo Kulturdorf * Helvi Mpingana Kondombolo Cultural Village     | 1997 | | Tsumeb                    | Freilichtmuseum, Kultur               |      |
| Geowissenschaftliches Nationalmuseum * National Earth Science Museum                  | | | Windhoek                  | Mineralien, Fossilien, Steine         |      |
| Museum für namibische Mode * Museum of Namibian Fashion                               | am 1. Juni 2022 eröffnet; als virtuelles Museum bereits im August 2020 eröffnet                                           | | Otjiwarongo               | Modegeschichte Namibias               |      |
| Namibisches Museum für Musik * The Museum of Namibian Music                           | 18. März 2021 | | Omuthiya                  | Musikgeschichte                       |      |
| Nationalarchiv von Namibia National Archives of Namibia                               | 1939 | | Windhoek                  | Landesgeschichte                      |      |
| Nationalgalerie von Namibia National Art Gallery of Namibia                           | 1990 | | Windhoek                  | Kunst                                 |      |
| Nationalmuseum von Namibia * National Museum of Namibia (geschlossen)                 | | Alte Feste, Owela                                                                                                   | Windhoek                  | Kolonialgeschichte                    |      |
| Swakopmunder Völkermordmuseum Swakopmund Genodice Museum                              | | | Swakopmund                | Völkermord an den Herero und Nama     |      |
| TransNamib-Museum *                                                                   | 1993 | Bahnhof Windhoek | Windhoek                  | Eisenbahn- und Verkehrsgeschichte     |      |
| Unabhängigkeits-Gedenkmuseum * Independence Memorial Museum                           | 20. März 2014 (ursprünglich für März 2012)                                                                                | | Windhoek                  | Geschichte des Unabhängigkeitskampfes |      |
| Windhoeker Stadtmuseum * Windhoek City Museum                                         | 4. November 2020 | Kolonialbau an der Robert Mugabe Avenue                                                                             | Windhoek                  | Stadtgeschichte                       |      |
| Tumaheke Cultural Village                                                             | | | ?                         | Kultur                                |      |
| Veterans’ Outdoor Museum                                                              | Baubeginn am 7. Juni 2016                                                                                                 | Freilichtmuseum (Standort als Nationaldenkmal Monument of the Unknown PLAN Soldiers at Outapi seit 2011 anerkannt.) | Outapi                    | Geschichte des Freiheitskampfes       |      |
| Sambesi-Museum* Zambezi Museum                                                        | 18. Mai 2021 | | Katima Mulilo             | Regionalgeschichte                    |      |
| Hosea-Kutako-Museum und Schrein Chief Hosea Kutako Memorial Museum & Homestead Shrine | im Bau seit März 2021 | | Toasis, Wahlkreis Aminuis | Lebensgeschichte von Hosea Kutako     |      |

### Private Museen
| Museum                                                                       | Gründung                                                           | Gebäude                      | Ort                                 | Fachgebiet                                           | Bild |
| ---------------------------------------------------------------------------- | ------------------------------------------------------------------ | ---------------------------- | ----------------------------------- | ---------------------------------------------------- | ---- |
| Altes Fort Museum *                                                          | 1983                                                               | Altes Fort                   | Grootfontein                        | Kolonialgeschichte, Geologie, Regionalgeschichte     |      |
| Arandis Mining Museum                                                        | für 2010 geplant, im Oktober 2011 keine nennenswerten Fortschritte |                              | Arandis                             | Bergbaugeschichte                                    |      |
| Cymot Museum                                                                 | 2023                                                               |                              | Windhoek                            | CYMOT-Unternehmensgeschichte                         |      |
| Erfdeel (Heritage) Museum                                                    | 2019                                                               |                              | Windhoek                            | Buren-Geschichte                                     |      |
| ETANENO                                                                      | 1999 (seit 2017 geschlossen)                                       |                              | bei Otjiwarongo                     | Afrikanische Kunst                                   |      |
| Gobabis Museum                                                               |                                                                    |                              | Gobabis                             |                                                      |      |
| Bwabwata-Museum * Bwabwata Museum                                            |                                                                    |                              | Chetto                              | San-Kultur                                           |      |
| Lebendes Museum der Juǀ'Hoansi und Jagdmuseum * (LCFN)                       | Juli 2004 bzw. 2010                                                | Freilichtmuseum              | 127 km nordöstlich von Grootfontein | Ethnologie der Damara                                |      |
| Landwirtschaftsmuseum                                                        |                                                                    |                              | Helmeringhausen                     | Landwirtschaft                                       |      |
| Lebendes Museum der Mafwe * (LCFN)                                           | Februar 2008                                                       | Freilichtmuseum              | bei Kongola                         | Ethnologie der Mafwe                                 |      |
| Lebendes Museum der OvaHimba (LCFN)                                          | Oktober 2016                                                       | Freilichtmuseum              | bei Opuwo                           | Ethnologie der Ovahimba                              |      |
| Keetmanshoop Museum *                                                        |                                                                    | Alte Kirche                  | Keetmanshoop                        |                                                      |      |
| Kolmanskuppe Museum                                                          |                                                                    |                              | Kolmanskuppe                        | Geschichte, Geisterstadt                             |      |
| Cape Cross Museum *                                                          |                                                                    |                              | Kreuzkap                            | Geschichte                                           |      |
| Tsumeb Mineralogic & Mining Museum                                           | 2022                                                               | historische Minenverwaltung  | Tsumeb                              | Bergbaugeschichte                                    |      |
| Lüderitz Museum *                                                            |                                                                    |                              | Lüderitz                            | Stadtgeschichte, Regionalgeschichte                  |      |
| Midgard Historische Automobil-Sammlung Midgard Vintage Automobile Collection |                                                                    |                              | Midgard Country Estate              | Automobile                                           |      |
| Mondesa Museum                                                               | 2013                                                               |                              | Swakopmund-Mondesa                  | Geschichte, Kultur, Kunst                            |      |
| Möwebucht Museum Möwe Bay Museum                                             |                                                                    |                              | Möwebucht                           | Natur, Kultur                                        |      |
| Nakambale Museum *                                                           |                                                                    |                              | Olukonda                            | Völker (Ovambo), Geschichte (insbesondere der ELCIN) |      |
| Omaruru Museum                                                               |                                                                    | Haus der Rheinschen Mission  | Omaruru                             | Geschichte                                           |      |
| Onandjokwe Medical Museum *                                                  | März 2013                                                          | Onandjokwe-Krankenhaus       | Oniipa                              | Medizin                                              |      |
| Jasper-Haus Jasper House                                                     |                                                                    |                              | Oranjemund                          | Heimatkunde                                          |      |
| Zum Potjie Museum                                                            |                                                                    |                              | Otavi                               | Farmgeschichte                                       |      |
| Cheetah Conservation Fund *                                                  |                                                                    |                              | bei Otjiwarongo                     | Schutz von Geparden                                  |      |
| Ombalantu-Baobab *                                                           |                                                                    |                              | Outapi                              | Naturkunde                                           |      |
| Outapi-Kriegsmuseum * Outapi War Museum                                      | Mai 2010                                                           |                              | Outapi                              | Namibischer Befreiungskampf                          |      |
| Franke-Haus-Museum                                                           |                                                                    | Frankehaus                   | Outjo                               | Stadt- und Regionalgeschichte, Tierwelt              |      |
| Rehoboth Museum *                                                            | 1986                                                               | Altes Postmeister-Haus       | Rehoboth                            |                                                      |      |
| Mbangura Woodcarver's Co-operative                                           |                                                                    |                              | Rundu                               | Kunsthandwerk, Schnitzereien, Möbel                  |      |
| Lebendes Museum der Mbunza * (LCFN)                                          | 201                                                                | Freilichtmuseum              | bei Rundu                           | Ethnologie der Mbunza                                |      |
| Sangwali Museum                                                              | 1999                                                               |                              | Sangwali                            |                                                      |      |
| Kavango-Museum * Kavango Museum                                              | 1985 durch M. Mwengere                                             |                              | Rundu                               | Geschichte, Regionales                               |      |
| Kristall Galerie                                                             |                                                                    |                              | Swakopmund                          | Mineralien, Steine                                   |      |
| Shivute shaNdjongolo Living Museum                                           | 2018                                                               |                              | Oshikuku                            | Kultur                                               |      |
| Singalamwe Living Museum*                                                    | 2024                                                               |                              | Singalamwe                          | Kultur                                               |      |
| Swakopmund Museum *                                                          | 1951                                                               |                              | Swakopmund                          | Stadtgeschichte, Natur- und Heimatkunde              |      |
| Tsumeb Museum *                                                              | 1975                                                               | Deutsche Privatschule        | Tsumeb                              | Stadtgeschichte, Bergbau                             |      |
| Lebendes Museum der Damara * (LCFN)                                          | Februar 2010                                                       | Freilichtmuseum              | bei Twyfelfontein                   | Ethnologie der Damara                                |      |
| Usakos Museum                                                                | in Planung (2020)                                                  | in der alten Stadtverwaltung | Usakos                              | Stadt- und Regionalgeschichte                        |      |
| Apartheid-und-Leiharbeiter-Museum Contract Labour and Apartheid Museum       | für 2011 geplant, jedoch bis auf Weiteres verschoben               |                              | Walvis Bay                          | Geschichte                                           |      |
| Gobabeb *                                                                    |                                                                    |                              | bei Walvis Bay                      | Wüstenforschung                                      |      |
| Walvis Bay Museum *                                                          |                                                                    |                              | Walvis Bay                          | Stadtgeschichte                                      |      |
| Warmbad Museum                                                               |                                                                    |                              | Warmbad                             | Kulturgeschichte                                     |      |
| National Motoring Museum bis August 2019 Old Wheelers Museum                 | 2019                                                               |                              | Windhoek                            | Historische Fahrzeuge                                |      |
| Wika Karnevalsmuseum                                                         |                                                                    |                              | Windhoek                            | Windhoeker Karneval                                  |      |